# Metrópoli de Aix-Marsella-Provenza
La metrópoli de Aix-Marsella-Provenza (en francés: métropole d'Aix-Marseille-Provence) es una mancomunidad de comunas francesa con estatuto particular, ubicada en la región Provenza-Alpes-Costa Azul.

## Historia
Fundada el 1 de enero de 2016, la metrópoli de Aix-Marsella-Provenza se sustituye a cinco mancomunidades.